# Flight Facilities
I Flight Facilities sono un duo musicale australiano di musica indie-elettronica che si esibisce live anche usando lo pseudonimo Hugo & Jimmy.

## Storia del gruppo
La storia del duo musicale inizia nel 2009 a Sydney quando Hugo Stuart Gruzman e James "Jimmy" Nathan Lyell iniziano a mixare varie canzoni di altri artisti. Hanno lavorato per Bag Raiders, Toecutter e Sneaky Sound System.

La loro prima canzone, "Crave You" cantata dalla cantautrice australiana Giselle Rosselli, ottiene numerose riproduzioni sulla stazione radio australiana Triple J nel 2010. La canzone è stata scritta assieme alla Rosselli dopo che il duo aveva contattato la cantante per registrare un singolo da inserire nella compilation della loro etichetta, la Bang Gang.
Nel Luglio del 2010 iniziano il loro primo tour che li vede suonare in numerose città in Australia ma anche a Tokyo e Osaka in Giappone.
Nel 2011 la loro canzone Foreign Language vince un J-award per il miglior video musicale.

Nel febbraio dello stesso anno durante una loro esibizione con lo pseudonimo Hugo & Jimmy a Giacarta, Indonesia, hanno affermato di provenire dal Trinidad e Tobago. Affermarono scherzosamente lo stesso anche durante un'intervista con i giornalisti alla quale hanno fatto credere di essere Calvin Harris.

Il loro remix della canzone dei The C90s "Shine a Light" ha guadagnato popolarità quando nel 2013 è stata inserita nella colonna sonora del videogioco della Rockstar Games GTA V.
Nel dicembre 2015 il duo pubblica un album dal vivo registrato con la Melbourne Symphony Orchestra.
Nel settembre 2021 annunciano l'uscita del loro secondo album in studio Forever, che viene pubblicato nel mese di novembre.

## Discografia

### Album in studio
- 2014 - Down to Earth
- 2021 - Forever

### Album dal vivo
- 2015 - Live with the Melbourne Symphony Orchestra

### Singoli
- "Crave You" (featuring Giselle Rosselli) (2010)
- "Foreign Language" (featuring Jess Higgs) (2011)
- "With You" (featuring Grovesnor) (2012)
- "Clair De Lune" (featuring Christine Hoberg) (2012)
- "I Didn't Believe" (featuring Elizabeth Rose) (2013)
- "Stand Still" (featuring Micky Green) (2013)
- "Two Bodies" (featuring Emma Louise) (2014)
- "Sunshine" (feat. Reggie Watts) (2014)
- "Down to Earth" (2015)
- "Heart Attack" (feat. Owl Eyes) (2015)
- "Arty Boy" (feat. Emma Louise) (2017)
- "Stranded" (feat. Broods, Reggie Watts & Saro) (2017)
- "Need You" (feat. Nïka) (2018)
- "All Your Love" (feat. Dustin Tebbutt) (2018)
- "Better Than Ever" (feat. Aloe Blacc) (2019)
- "Lights Up" (feat. Channel Tres) (2020)
- "The Ghost" (2020)
- "Move" (feat. Drama) (2021)
- "Forever" (feat. Broods) (2021)
- "Heavy" (feat. Your Smith) (2021)

## Remix
- "Bag Raiders - Turbo Love (Flight Facilities first class remix feature Louie Austen) 2009 (EP - Bang Gang 12" / Worldwide)
- "Lowbrows - Dream in the Desert (Flight Facilities Remix) 2009 (EP - Bang Gang 12" / Worldwide)
- "Sneaky Sound System - 16 (Flight Facilities Remix) 2009 (EP - Whack / Worldwide)
- "James Curd - Got to Have (Flight Facilities Remix) 2009 (EP - DFA / Worldwide)
- "The C90s - Shine A Light (Flight Facilities Remix) 2010 (EP - Relish / Worldwide)
- "Cut Copy - Take Me Over (Flight Facilities Remix) 2011 (Album - Modular / Worldwide)
- "Holy Ghost - Wait & See (Flight Facilities Remix) 2011 (Album - DFA/Universal / Worldwide)
- "Foals - Miami (Tim Fuchs remix feat Flight Facilities) 2010 (Album - Warner Records/Transgressive/ UK/EU)

## Premi
- AIR Awards
  - 2015: "Best Independent Album/Electronic Album" (Down to Earth)
- ARIA Music Awards
  - 2016: "Best Classical Album" (Live with the Melbourne Symphony Orchestra)